# Isla del Portichol
Isla del Portichol är en ö i Spanien.   Den ligger i regionen Valencia, i den östra delen av landet, 400 km sydost om huvudstaden Madrid. Arean är 0,15 kvadratkilometer.
Terrängen på Isla del Portichol är platt. Öns högsta punkt är 59 meter över havet. 